# Clemelis majuscula
Clemelis majuscula is een vliegensoort uit de familie van de sluipvliegen (Tachinidae). De wetenschappelijke naam van de soort is voor het eerst geldig gepubliceerd in 1954 door Mesnil.